# Sterling, Massachusetts
Sterling är en kommun (town) i Worcester County i delstaten Massachusetts, USA med 7 985 invånare (2020).

## Kända personer från Sterling
- Ebenezer Butterick, skräddare, uppfinnare och företagsledare
- Prentiss Mellen, politiker